# Груар, Серж
Серж Груар (фр. Serge Grouard; род. 19 марта 1959, Париж) — французский политик, мэр Орлеана (2001—2015, с 2020).

## Биография
Родился 19 марта 1959 года в Париже, окончил Институт политических исследований, также получил диплом DEA по международным отношениям и стратегии, учился в Высшей школе офицеров резерва Генерального штаба. Начинал карьеру на государственной службе в Министерстве обороны и в парижской мэрии — с 1993 по 1996 год являлся советником тогдашнего мэра Жака Ширака.
С 19 июня 2002 по 20 июня 2017 года состоял депутатом Национального собрания Франции от 2-го округа департамента Луаре — полностью отработал три созыва парламента, с 12-го по 14-й (переизбирался в 2007 и в 2012 годах).
В 1995 году был избран в муниципальный совет Орлеана, 18 марта 2001 года впервые победил на муниципальных выборах в Орлеане в качестве лидера правоцентристской коалиции и стал мэром города. 16 марта 2008 года добился успеха на следующих муниципальных выборах с результатом 51,3 %, а 23 марта 2014 года стал первым в истории города мэром, победившим на трёх муниципальных выборах подряд, и снова уверенно, получив уже в первом туре 53,65 % голосов.
22 июня 2015 года объявил о досрочной отставке по состоянию здоровья и выразил поддержку своему первому помощнику Оливье Карре, который занял кресло мэра на период до истечения прерванного мандата.
28 июня 2020 года в Орлеане состоялся второй тур муниципальных выборов, который принёс правоцентристскому списку во главе с Груаром победу — его поддержали 40,29 % избирателей.
4 июля 2020 года депутаты нового созыва муниципального совета избрали Груара мэром Орлеана.
16 июля 2020 года 89 депутатов совета метрополии Орлеана во втором туре голосования большинством 55 голосов против 29 избрали председателем совета метрополии социалиста, мэра Сен-Жан-де-ля-Рюэй Кристофа Шайу (Christophe Chaillou), а Груара — первым заместителем председателя.